# Benzyl butyrat

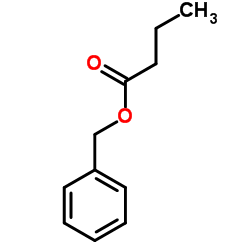

Benzyl butyrat là một este và là một hợp chất hữu cơ có công thức C11H14O2, khối lượng phân tử là 178.231 g/mol, nhiệt độ nóng chảy là 21 °C, nhiệt độ sôi là từ 238 đến  240 °C. Benzyl butyrat được tìm thấy trong đồ uống có cồn. Nó là một thành phần trong trái cây có màu tím và màu vàng, đu đủ, trà đen, vani Bourbon và mận, Xà phòng, nước hoa, Hoa hồng, Lily, Bơ, phô mát, Rượu, Mâm xôi, Dâu, Dứa, Bơ. Benzyl butyrat là một chất dùng để tạo hương vị.
Benzyl butyrat là một chất lỏng không màu, hòa tan trong rượu, một số loại dầu cố định và không tan trong nước, glycerin, propylen glycol.
Một số tính chất ổn định của benzyl butyrat: dung dịch cồn, thuốc chống mồ hôi, chất tẩy rửa, nước xả, chất làm sạch bề mặt, không làm mất màu, dầu gội đầu, xà bông.